# 勝田理沙
勝田 理沙（かつた りさ）は日本の舞台俳優。劇団四季所属。福岡県久留米市出身。

## 人物
母親の影響で幼い頃から舞台鑑賞をしていた。その中でも、ミュージカルとの出会いは小学生の時に見た『赤毛のアン』。
4歳から高校まではクラシックバレエを習う。大学受験の時に、バレエを続けるか、ミュージカルの世界に進むかを悩んで後者を選び、大学は声楽科に入る。
2008年、劇団四季のオーディションに合格し、研究所に入所する。その年の10月に、『人間になりたがった猫』のアンサンブル（仕立て屋役）で初舞台を踏む。

## 出演作品
- 人間になりたがった猫（アンサンブル）
- アンデルセン（アンサンブル）
- コーラスライン（トリシア、マギー）
- 裸の王様（王女サテン）
- 夢から醒めた夢（マコ）
- サウンド・オブ・ミュージック（リーズル）